# Station Kobiałki
Station Kobiałki is een spoorwegstation in de Poolse plaats Nowe Kobiałki.